# 欧阳捍华
欧阳捍华，马来西亚政治人物，民主行动党雪兰莪州署理主席，前雪兰莪州议会史里肯邦安州议员。曾经为新村发展与重整非法工厂常务委员会主席。